# König Laurin (Film)
König Laurin ist ein deutscher Abenteuerfilm aus dem Jahr 2016 unter der Regie von Matthias Lang. Es handelt sich um die erste Verfilmung der Südtiroler Sage um den Zwergenkönig Laurin. Seine Weltpremiere feierte der Film am 16. April 2016 im Rahmen des 30. Bolzano Film Festival Bozen 2016.
Die Festivalpremiere in Deutschland fand am 7. Juni 2016 im Rahmen des 24. Kindermedienfestivals Goldener Spatz 2016 statt, wo der Film in allen drei Hauptkategorien ausgezeichnet wurde.
Der Kinostart in Deutschland und Italien war der 1. September 2016.

## Handlung
Theo ist Thronfolger und mit seinem jugendlichen Alter von 16 Jahren noch viel zu klein gewachsen. Sein Vater, König Dietrich, ist ein sturer Dickkopf und lässt sich nicht vom gescheiten Geist seines Sohnes begeistern. Er ist davon überzeugt, dass sich ein anständiger König durch Körperkraft auszeichnet, und so muss Theo eine Ertüchtigungstortur über sich ergehen lassen. Dass König Dietrich dabei die Leiden seines Volkes außer Acht lässt, interessiert ihn herzlich wenig. Seit er die Zwerge aus seinem Land verbannt hat, wächst und gedeiht kein Strauch und Baum mehr im Land. Bei einem Ausflug in die Berge, einer weiteren Prüfung an Theo, fällt dieser in eine Schlucht hinab. Dort wird Theo vom Zwergenkönig, König Laurin, gerettet, der ihn mit in seinen Garten in den Furchen des Gebirges nimmt. Als Dank soll er seinem Retter auch eine Gefälligkeit erweisen und alle Schnecken im Garten des Zwergenkönigs einsammeln. Nach anfänglicher Skepsis entwickelt sich aus der schicksalshaften Begegnung zwischen Theo und König Laurin schon bald eine ungewöhnliche Freundschaft. Und Theo muss lernen, was es heißt, sich den Zwängen des Umfelds zu entziehen.
Am Ende wird König Laurin als zweiter König, neben König Dietrich, anerkannt.

## Drehorte
Der Film wurde von dem Eppaner Regisseur Matthias Lang komplett in Südtirol gedreht: Auf der Burg Taufers, auf der Trostburg oberhalb von Waidbruck im Eisacktal, am Sellajoch. Das Armelitenlager wurde in einem Steinbruch oberhalb von Leifers aufgebaut. Der Thronsaal auf Burg Leuchtenberg  in der Oberpfalz (Bayern).

## Kritik
Der Filmdienst meint, der Film sei ein „spannende[s] Fantasy-Märchen mit vielen überraschenden Einfällen und komödiantischen Einschüben“. Die Inszenierung glänze „mit hervorragenden Darstellern, einem guten Drehbuch und einer gehaltvollen pazifistischen Botschaft“.

## Auszeichnungen
- 24. Goldener Spatz 2016 in der Kategorie Bester Darsteller für Volker Zack
- 24. Goldener Spatz 2016 in der Kategorie Bester Kinofilm
- 24. Goldener Spatz 2016 mit einem Sonderpreis der Thüringer Staatskanzlei für die beste Regie an Matthias Lang
- 16. Kinder-Medien-Preis „Der weiße Elefant“ 2016 in der Kategorie Beste Kinoproduktion[9]
- Gilde-Filmpreis 2016 in der Kategorie Bester Kinderfilm für Matthias Lang[10]
- Deutscher Filmmusikpreis 2017 in der Kategorie Bester Song im Film[11]
- Die Deutsche Film- und Medienbewertung (FBW) in Wiesbaden verlieh dem Film das Prädikat „wertvoll“.

## Roman zum Film
- Volker Ferenz: Theos tollkühne Tagebücher. König Laurin und ich. novum, Berlin 2016, ISBN 978-3-95840-282-9.
- ThiLo: König Laurin. Nach dem Drehbuch von Matthias Lang. Ravensburger Buchverlag, Ravensburger 2016, ISBN 978-3-473-36957-7.